# Saint-George (Dominique)
Pour les articles homonymes, voir Saint-George.
Saint-George est l'une des dix paroisses de la Dominique.

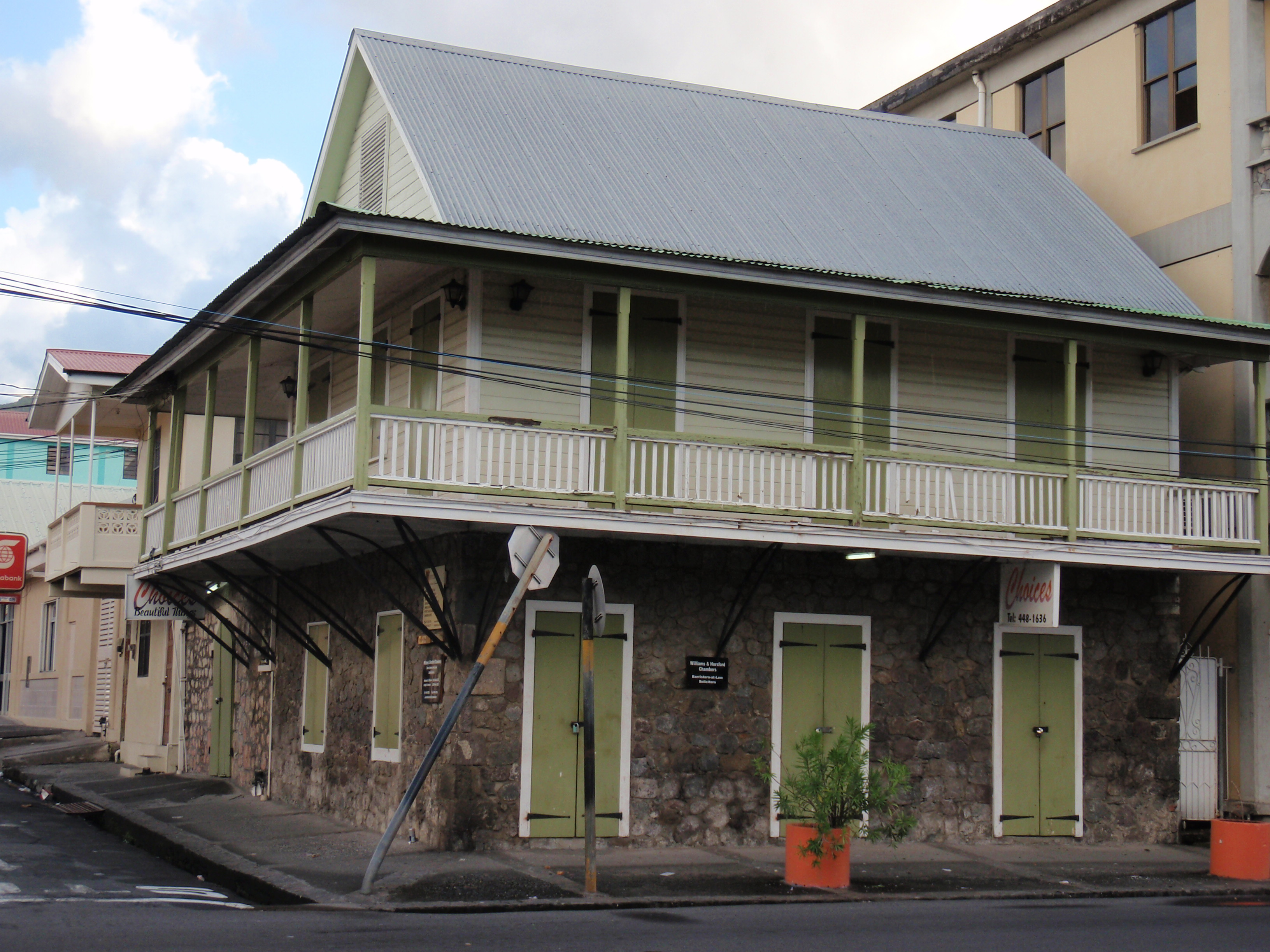
Quartier français de Roseau

Principale ville :
- Roseau